# Токси (Алабама)
Токси (енгл. Toxey) град је у америчкој савезној држави Алабама. По попису становништва из 2010. у њему је живело 137 становника.

## Демографија
Према попису становништва из 2010. у граду је живело 137 становника, што је 15 (9,9%) становника мање него 2000. године.
| Група             | 2000.       | 2010.      |
| Белци             | 132 (86,8%) | 92 (67,2%) |
| Афроамериканци    | 20 (13,2%)  | 43 (31,4%) |
| Азијати           | 0 (0,0%)    | 0 (0,0%)   |
| Хиспаноамериканци | 0 (0,0%)    | 2 (1,5%)   |
| Укупно            | 152         | 137        |